# 아사히촌 (돗토리현 도하쿠군)
아사히촌(旭村)은 돗토리현 도하쿠군에 있던 촌이다. 현재의 미사사정의 일부에 해당한다.

## 역사
- 1889년 10월 1일 - 정촌제 시행에 의해 가와무라군 다카세촌, 가모촌, 다케다촌이 성립하였다.
- 1896년 4월 1일 - 군 통합에 의해 도하쿠군에 소속되었다.
- 1907년 10월 1일 - 다카세촌, 가모촌, 다케다촌이 합병해 아사히촌이 성립하였다.
- 1953년 11월 1일 - 오시카촌·다케다촌·미토쿠촌·미사사촌과 합병, 정으로 승격해 미사사정이 성립하여 폐지되었다.

## 참고문헌
- 角川日本地名大辞典 31 鳥取県
- 『市町村名変遷辞典』東京堂出版、1990年。